# CD73
Le CD73, ou ecto-5'-nucleotidase (NT5E) est une enzyme de type nucléotidase et cluster de différenciation dont le gène est NT5E situé sur le chromosome 6 humain.

## Rôle
Cet enzyme catalyse la transformation de l'adénosine monophosphate en adénosine.
Il protège l'intégrité vasculaire en cas d'hypoxie ou autres causes d'agression des poumons.

## En médecine
Un déficit génétique en CD73 entraîne un syndrome comportant une calcification importante des artères. Ce déficit entraîne une augmentation compensatoire du TNAP qui transforme le pyrophosphate en phosphate. Le déficit en pyrophosphate entraîne la levée de l'inhibition du processus de calcification.